# Dee Dee Ramone I.C.L.C
Dee Dee Ramone I.C.L.C. (Inter-Celestial Light Commune) — американская панк-рок-группа, основанная в Нью-Йорке Ди Ди Рамоном (басистом группы Ramones) и Джоном Карго.

## История
Группа была основана в 1994 году Ди Ди Рамоном и Джоном Карго.
Ди Ди и Джон встретились на печально известной вечеринке Green Door в Нью-Йорке, и быстро подружились.
После нескольких живых выступлений с участием барабанщиков в составе трёх человек, двое участников решили переехать в Амстердам и записать там два альбома для Rough Trade Records «Chinese Bitch» Мини-альбом с 4 песнями, и «I Hate Freaks Like You» полноценный альбом с 18 песнями, обя альбома были выпущены в 1994 году. Группа была прежде всего известна тем что там был Ди Ди Рамон, и своими захватывающими выступлениями, также группа отправлялась в тур по 22 странами за 10 месяцев, но они никогда не гастролировали по США.
Во время работы над второй полноформатной пластинкой лейбл резко отказался от коллектива, также некоторые из песен по итогу были записаны на альбоме Ramones «¡Adios Amigos!»
В связи с этим Джон Карго покинул группу и переехал в Лос-Анджелес где вместе с Питом сталом они основали группу «Metro». Ди Ди Рамон основал трибьют-группу «The Ramainz» со своей женой Барбарой Зампини и бывшими участниками Ramones Марки Рамоном и Си Джей Рамоном.

## Участники
- Ди Ди Рамон — Лид. вокал, Гитара (1994—1996)
- Джон Карго — Бэк вокал, Бас-гитара (1994—1996)
- Арнольд Ломен — Барабаны (1994—1996)

## Дискография
- «Chinese Bitch» (EP) — 1994
- «I Hate Freaks Like You» — 1994